# Landstingsförbundet
Landstingsförbundet var 1920–2007 intresseorganisation och arbetsgivarrepresentant för de svenska landstingen innan det slogs samman med Svenska Kommunförbundet och bildade det nya förbundet Sveriges Kommuner och Landsting den 27 mars 2007.